# Середній (Нижньоломовський район)
Сере́дній (рос. Средний) — селище у складі Нижньоломовського району Пензенської області, Росія.
Населення — 14 осіб (2010; 31 у 2002).
Національний склад станом на 2002 рік:
- росіяни — 100 %